# 津塔里
津塔里是拉脱维亚尤尔马拉市的一个住宅区和社区。在历史上，津塔里被称为爱丁堡（德語：Edinburgh），以纪念亚历山大二世的女儿和爱丁堡公爵阿尔弗雷德的婚礼。在19世纪，该地一直以来受到俄罗斯贵族的欢迎，直到1922年，拉脱维亚当局将爱丁堡更名为津塔里。